# Face the Colossus
Albums de Dagoba
What Hell Is About Poseidon
Face The Colossus est le 3e album de Dagoba. Il est sorti le 10 octobre 2008.
Le chanteur Brew-No apparait en tant qu'invité sur les titres The Nightfall and All Its Mistakes et Sudden Death.
La pochette de l'album a été réalisée par Cecil Kim, concepteur du jeu God of War.

## Titres
1. Abyssal — 0:50
2. Face the Colossus — 4:54
3. Back From Life — 4:16
4. Somebody Died Tonight — 5:55
5. The World in Between — 6:10
6. Transylvania — 1:37
7. Orphan of You — 6:10
8. The Nightfall and All Its Mistakes — 5:44
9. Silence #3 — 4:17
10. The Crash — 6:54
11. Sudden Death — 3:46

## Crédits
- Shawter — chant
- Izakar — guitare
- Werther — basse
- Franky Costanza — batterie